# گمینا خاراشوکی
گمینا خاراشوکی (به لهستانی:  Gmina Harasiuki) یک گمینا در لهستان است که در شهرستان نگسکو واقع شده‌است. گمینا خاراشوکی ۱۶۸٫۲۹ کیلومتر مربع مساحت و ۶٬۲۳۶ نفر جمعیت دارد.